# Młodzieżowe Mistrzostwa NACAC w Lekkoatletyce 2016
9. Młodzieżowe Mistrzostwa NACAC w Lekkoatletyce – zawody lekkoatletyczne przeprowadzone pod auspicjami NACAC, które zostały rozegrane w San Salvadorze w Salwadorze od 15 do 17 lipca 2016.

## Rezultaty

### Mężczyźni
| Konkurencja:                                 | 1. miejsce                                                                                | Rezultat   | 2. miejsce                                                            | Rezultat   | 3. miejsce                                                                    | Rezultat   |
| Bieg na 100 m                                | Kendal Williams                                                                           | 10,23      | Stanly del Carmen                                                     | 10,37      | Levi Cadogan                                                                  | 10,37      |
| Bieg na 200 m                                | Reynier Mena                                                                              | 20,41      | Stanly del Carmen                                                     | 20,51      | Ian Kerr                                                                      | 20,83      |
| Bieg na 400 m                                | Nathon Allen                                                                              | 45,39      | Michael Cherry                                                        | 45,50      | Warren Hazel                                                                  | 45,81 NR   |
| Bieg na 800 m                                | Isaiah Harris                                                                             | 1:47,52    | Chris Sanders                                                         | 1:47,77    | Corey Bellemore                                                               | 1:47,88    |
| Bieg na 1500 m                               | Henry Wynne                                                                               | 3:51,81    | Mike Tate                                                             | 3:51,91    | Thomas Awad                                                                   | 3:54,51    |
| Bieg na 5000 m                               | Patrick Corona                                                                            | 15:18,26   | Sydney Gidabuday                                                      | 15:21,16   | Alberto González                                                              | 15:31,17   |
| Bieg na 10 000 m                             | Erik Peterson                                                                             | 30:28,74   | Ian La Mere                                                           | 30:33,68   | Alberto González                                                              | 31:41,60   |
| Bieg na 110 m przez płotki (wiatr: -0,3 m/s) | William Barnes                                                                            | 13,53      | Freddie Crittenden                                                    | 13,53      | Aaron Malett                                                                  | 13,67      |
| Bieg na 400 m przez płotki                   | Khallifah Rosser                                                                          | 49,25      | José Luis Gaspar                                                      | 49,92      | Juander Santos                                                                | 50,02      |
| Bieg na 3000 m z przeszkodami                | Antoine Thibeault                                                                         | 8:55,96    | Michael Erb                                                           | 9:12,25    | Brandon Allen                                                                 | 9:18,81    |
| Sztafeta 4 × 100 m                           | Stany Zjednoczone · Devin Jenkins · Christian Coleman · Kendal Williams · Fredrick Kerley | 38,63      | Jamajka · Ajamu Graham · Nathon Allen · Rohan Cole · Renard Howell    | 39,25      | Bahamy · Anthony Adderley · Tadashi Pinder · Stephen Newbold · Ian Kerr       | 39,85      |
| Sztafeta 4 × 400 m                           | Stany Zjednoczone · Dontavius Wright · Robert Grant · Khallifah Rosser · Michael Cherry   | 3:00,89    | Jamajka · Twain Crooks · Martin Manley · Keeno Burrell · Nathon Allen | 3:04,11    | Bahamy · Maverick Bowleg · Ashley Riley · Janeko Cartwright · Stephen Newbold | 3:04,74    |
| Chód na 20 000 m                             | José Alejandro Barrondo                                                                   | 1:34:32,01 | Anthony Peters                                                        | 1:35:04,77 | Gerson Navas                                                                  | 1:35:34,28 |
| Skok wzwyż                                   | Avion Jones                                                                               | 2,22       | Hiawatha Carter                                                       | 2,19       | Alhaji Manasray                                                               | 2,13       |
| Skok o tyczce                                | Devin King                                                                                | 5,10       | Jorge Luna                                                            | 5,10       | Abbey Alcon                                                                   | 4,90       |
| Skok w dal                                   | Ifeanyichukwu Otuonye                                                                     | 7,88       | Jonathan Addison                                                      | 7,80       | KeAndre Bates                                                                 | 7,77       |
| Trójskok                                     | Eric Sloan                                                                                | 16,15      | Lathone Collie-Minns                                                  | 15,80      | Jeremiah Green                                                                | 15,04      |
| Pchnięcie kulą                               | Braheme Days                                                                              | 19,36      | Josh Freeman                                                          | 19,27      | Eldred Henry                                                                  | 19,11      |
| Rzut dyskiem                                 | Brian Williams                                                                            | 58,00      | Sam Mattis                                                            | 57,40      | Eldred Henry                                                                  | 56,45      |
| Rzut młotem                                  | Diego Del Real                                                                            | 74,55      | Rudy Winkler                                                          | 73,00      | Alexander Young                                                               | 67,43      |
| Rzut oszczepem                               | Curtis Thompson                                                                           | 79,28      | David Carreon                                                         | 76,25      | Janeil Craigg                                                                 | 75,62 NR   |
| Dziesięciobój                                | Rostam Turner                                                                             | 7701 pkt.  | Cody Walton                                                           | 7409 pkt.  | Zachary Bornstein                                                             | 7169 pkt.  |

### Kobiety
| Konkurencja:                                 | 1. miejsce                                                                         | Rezultat  | 2. miejsce                                                                      | Rezultat  | 3. miejsce                                                                   | Rezultat  |
| Bieg na 100 m                                | Sashalee Forbes                                                                    | 11,51     | Shayla Sanders                                                                  | 11,52     | Carmiesha Cox                                                                | 11,76     |
| Bieg na 200 m                                | Kali Davis-White                                                                   | 22,66w    | Arialis Gandulla                                                                | 23,63w    | Robin Reynolds                                                               | 23,40w    |
| Bieg na 400 m                                | Chris-Ann Gordon                                                                   | 51,02     | Jaide Stepter                                                                   | 52,51     | Sonikqua Walker                                                              | 52,69     |
| Bieg na 800 m                                | Lisneidy Veitia                                                                    | 2:02,02   | Jenna Westaway                                                                  | 2:03,90   | Sahily Diago                                                                 | 2:04,20   |
| Bieg na 1500 m                               | Jenna Westaway                                                                     | 4:16,03   | Mary Cain                                                                       | 4:16,86   | Regan Yee                                                                    | 4:19,16   |
| Bieg na 5000 m                               | Lauren La Rocco                                                                    | 16:57,27  | Angelin Figueroa                                                                | 18:36,88  | Wendy Ascencio                                                               | 19:15,88  |
| Bieg na 10 000 m                             | Chelsea Blaase                                                                     | 35:30,87  | Olivia Pratt                                                                    | 36:17,28  | Wendy Ascencio                                                               | 40:17,85  |
| Bieg na 100 m przez płotki (wiatr: -1,5 m/s) | Jasmine Camacho-Quinn                                                              | 12,78     | Pedrya Seymour                                                                  | 12,83 NR  | Alexis Perry                                                                 | 13,12     |
| Bieg na 400 m przez płotki                   | Kiah Seymour                                                                       | 56,19     | Autumne Franklin                                                                | 56,36     | Tia-Adana Belle                                                              | 57,16     |
| Bieg na 3000 m z przeszkodami                | Regan Yee                                                                          | 10:38,79  | Paige Kouba                                                                     | 10:38,84  | Irma Aldana                                                                  | 12:05,43  |
| Sztafeta 4 × 100 m                           | Stany Zjednoczone · Robin Reynolds · Shayla Sanders · Deanna Hill · Ebony Morrison | 42,93     | Jamajka · Chanice Bonner · Kali Davis-White · Sashalee Forbes · Sonikqua Walker | 43,63     | Bahamy · Pedrya Seymour · Tayla Carter · Danielle Gibson · Carmiesha Cox     | 45,17     |
| Sztafeta 4 × 400 m                           | Stany Zjednoczone · Carly Muscaro · Jaide Stepter · Kiah Seymour · Shakima Wimbley | 3:28,45   | Jamajka · Sonikqua Walker · Dawnlee Lonely · Samantha James · Chri-Ann Gordon   | 3:32,06   | Kanada · Taysia Radoslav · Jenna Westaway · Medeleine Price · Maite Bouchard | 3:44,45   |
| Chód na 10 000 m                             | Yesenia Miranda                                                                    | 49:24,70  | Molly Josephs                                                                   | 53:34,86  | Karin Vicente                                                                | 55:09,10  |
| Skok wzwyż                                   | Akela Jones                                                                        | 1,91      | Loretta Blaut                                                                   | 1,81      | Georgia Ellenwood                                                            | 1,78      |
| Skok o tyczce                                | Megan Clark                                                                        | 4,40      | Yaritza Diaz                                                                    | 3,70      |                                                                              |           |
| Skok w dal                                   | Quanesha Burks                                                                     | 6,74      | Akela Jones                                                                     | 6,74      | Alexis Perry                                                                 | 6,66      |
| Trójskok                                     | Dannielle Gibson                                                                   | 13,54     | Simone Charley                                                                  | 13,50     | Danielle McQueen                                                             | 12,98     |
| Pchnięcie kulą                               | Raven Saunders                                                                     | 18,49     | Sahily Viart                                                                    | 17,42     | Erin Farmer                                                                  | 16,43     |
| Rzut dyskiem                                 | Shelbi Vaughan                                                                     | 57,20     | Tera Novy                                                                       | 55,70     | Agnes Esser                                                                  | 51,50     |
| Rzut młotem                                  | Becky Famurewa                                                                     | 61,03     | Monique Griffiths                                                               | 60,21     | Agnes Esser                                                                  | 58,44     |
| Rzut oszczepem                               | Yulenmis Aguilar                                                                   | 57,09     | Sarah Firestone                                                                 | 53,96     | Jessie Merckle                                                               | 53,28     |
| Siedmiobój                                   | Taliyah Brooks                                                                     | 5609 pkt. | Clairwin Dameus                                                                 | 5087 pkt. | Lyxandra Geerman                                                             | 3998 pkt. |